# 당항리층
당항리층(唐項里層, Danghangri Formation)은 대한민국 경상남도 남해군 남면 당항리를 표식지로 하여 송등산(616 m) 주변, 남면 죽전리, 석교리, 이동면 용소리 지역에 소규모 분포하는 경상 누층군 유천층군의 퇴적암 지층이다. 

## 암상
(녹)회색, 담회색을 띠는 두꺼운 함력조립사암, 조립사암, 역질사암, 역암 및 미사암으로 구성되며 이중 (녹)회색, 담회색 함력조립사암과 조립사암이 압도적으로 우세하다. 하부에는 함력조립사암, 역질사암 및 조립사암이 우세하고 중부에는 회색 내지 암회색의 셰일과 미사암이 자주 협재되다가 상부에서 다시 조립사암 내지 함력조립사암층이 우세해진다. 함력조립사암의 두께는 4~6 m, 때로는 20 m 이상에 달한다. 가끔 소규모의 판상 사층리가 발견된다. 자갈의 종류는 담색 내지 암회색의 규암, 안산암, 석영반암, 장석반암, 규장암, 화강암류, 편마암류 및 변성퇴적암 등이다. 
당항리층의 두께는 400 m 이상이며 당항리~죽전리에서 웅방산 안산암 위에 경사 부정합으로 놓여 있다. 당항리층의 주향과 경사는 대체로 북서 70~80°, 경사는 남서 10~12°가 우세하나 국부적으로 북동 주향과 남동 경사를 보이는 곳도 있다. 당항리 남동부 해안에 잘 드러나 있다.

## 지층 대비
장평리층은 경상남도 밀양시의 정각산층과 남해군의 당항리층과 대비되는 것으로 알려져 있다.

## 노두 사진
남해군 남면 당항리 해안, 펜션리움(도로명주소: 남해군 남면 남서대로 505-5) 남측 해안에는 아래 사진과 같이 당항리층의 노두가 넓게 드러나 있다. 이곳에서는 역질사암과 타포니 구조가 관찰된다.
남해군 남면 당항리 해안의 당항리층
- 북위 34° 46′ 05.0″ 동경 127° 54′ 45.0″ / 북위 34.768056°  동경 127.912500°

## 같이 보기
- 남해군의 지질
- 장평리층
- 한국의 지질